# Arsenalele din Isher
Arsenalele din Isher (1951) (titlu original The Weapon Shops of Isher) este un roman science fiction scris de A. E. van Vogt. Romanul este compus din trei povestiri despre Făuritorii de arme și civilizația Isher, publicate anterior și revizuite pentru a constitui un tot unitar:
- "The Seesaw" (Analog Science Fiction and Fact, iulie 1941)
- "The Weapon Shop" (Analog Science Fiction and Fact, decembrie 1942)
- "The Weapon Shops of Isher" (Wonder Stories, februarie 1949)

## Intriga
În încercarea ei de a distruge Arsenalele, Împărăteasa Innelda Isher atacă magazinele lor cu ajutorul unei energii temporale. Făuritorii de arme descoperă acest lucru atunci când unul din magazinele lor se materializează în trecut și pragul le este călcat de un reporter, C.J. McAllister. Un asemenea eveniment are potențialul de a crea o catastrofă care ar distruge nu doar Arsenalele, ci întreg Imperiul Isher. Făuritorii de arme îl folosesc pe McAllister pentru a compensa pendulul la capătul căruia se află clădirea din care Împărăteasa atacă energetic Arsenalele. Astfel, reporterul este condamnat să se plimbe de la un capăt la altul al timpului.
Apariția unui magazin al Făuritorilor de arme în satul Glay duce la nemulțumirea locuitorilor, care o divinizează pe Împărătească și văd în Arsenale opoziția care trebuie distrusă. Cel mai vehement sătean este Fara Clark, dar, spre marea lui dezamăgire, fiul său, Cayle, se lasă sedus de vânzătoarea magazinului, Lucy, și fuge de acasă, pentru a se înrola în rândul armatei Împărătesei. Supravegheat de la distanță de Lucy și de cel care o conduce din umbră, Robert Hedrock, Cayle învață că viața idilică de la sat este foarte diferită de ceea ce se întâmplă în Imperiul corupt. La început, este escrocat de niște jucători de cărți, apoi un general îi cere mită pentru a-l primi în rândul armatei și, în cele din urmă, este batjocorit de conducătorii unui cazinou în care reușise să câștige mulți bani, fiind trimis într-o "casă a iluziilor".
Hedrock se infiltrează în structura Arsenalelor, urcând treaptă cu treaptă pentru a-și îndeplini scopul de a asigura echilibrul dintre Arsenale și Împărăteasă. Cu ajutorul lui, Lucy pleacă după Cayle în "casa iluziilor", dar, când este pe cale să îl salveze de acolo, acesta e deportat pe Marte. Pentru a-l ajuta să revină pe Pământ, Banca a Cincia îi oferă tânărului un mic împrumut pentru care îi cer tatălui său, Fara, să garanteze cu magazinul. Deși e supărat pe fiul să pentru că a plecat de acasă, Fara se decide să îl ajute, dar se trezește cu magazinul vândut concurenței și silit să evacueze locul. Deoarece acțiunea în instanță nu îi aduce câștig de cauză, singura soluție pe care pare să o mai aibă Fara este sinuciderea. Intrând într-un magazin al Arsenalelor pentru a-și cumpăra o armă, află despre corupția care domnește în Imperiu și despre faptul că, de fapt, rolul Arsenalelor este de a o contracara, ajutând oamenii nedreptățiți. Cu ajutorul Făuritorilor de arme, Fara își recuperează banii și magazinul.
Reușind să evadeze de pe Marte, Cayle se întâlnește cu eu-l său din viitor. Astfel, află că s-a căsătorit cu Lucy și s-a înrolat în armata Împărătesei, această existență dublă fiind posibilă datorită clădirii temporale a Împărătesei. Aceasta este decisă să pună capăt corupției din Imperiu și, pentru asta, este nevoie să facă pace cu Arsenalele, lucru orchestrat de Hedrock. Ultimul lucru pe care îl mai are de făcut acesta este să obțină de la Împărăteasă distrugerea sediului din care atacă energetic Arsenalele, scăpându-l astfel și pe McAllister de la pendularea sa prin timp.

## În cultura populară
- Stephen King a făcut referire la carte în romanul Firestarter și în serialul TV Golden Years, numind "The Shop" agenția guvernamentală secretă care urmărește personajele.[1]
- Sloganul Arsenalelor, "The right to own weapons is the right to be free" (Dreptul de a deține arme este dreptul la libertate), este citat deseori de susținătorii National Rifle Association.[2]
- În seria de romane Repairman Jack a lui F. Paul Wilson, magazinul de arme al personajului principal se numește "Isher Sporting Goods". Deasupra scărilor din subsolul secret al Isher Sporting Goods, unde sunt depozitate armele, se află un semn cu neon pe care scrie: "The right to own weapons is the right to be free".
- S. M. Stirling a scris o serie de romane în care toate tehnologiile moderne din ultimii 500 de ani (arme de foc, electricitate, motoare cu combustie internă, etc.) au devenit nefolositoare. Populația folosește arcuri, săgeți și săbii. Weapons Shop of Isherman and Sons produce săbii.

## Traduceri în limba română
- 1992 - Arsenalele din Isher, ed. Nemira, Colecția "Nautilus" nr. 4, traducere Andrei Bantaș, 160 pag., ISBN 973-95576-9-4
- 2007 - Arsenalele din Isher. Făuritorii de arme, ed. Antet, traducere Oana Negureanu, 288 pag., ISBN 973-8058-01-5